# Emschergenossenschaft

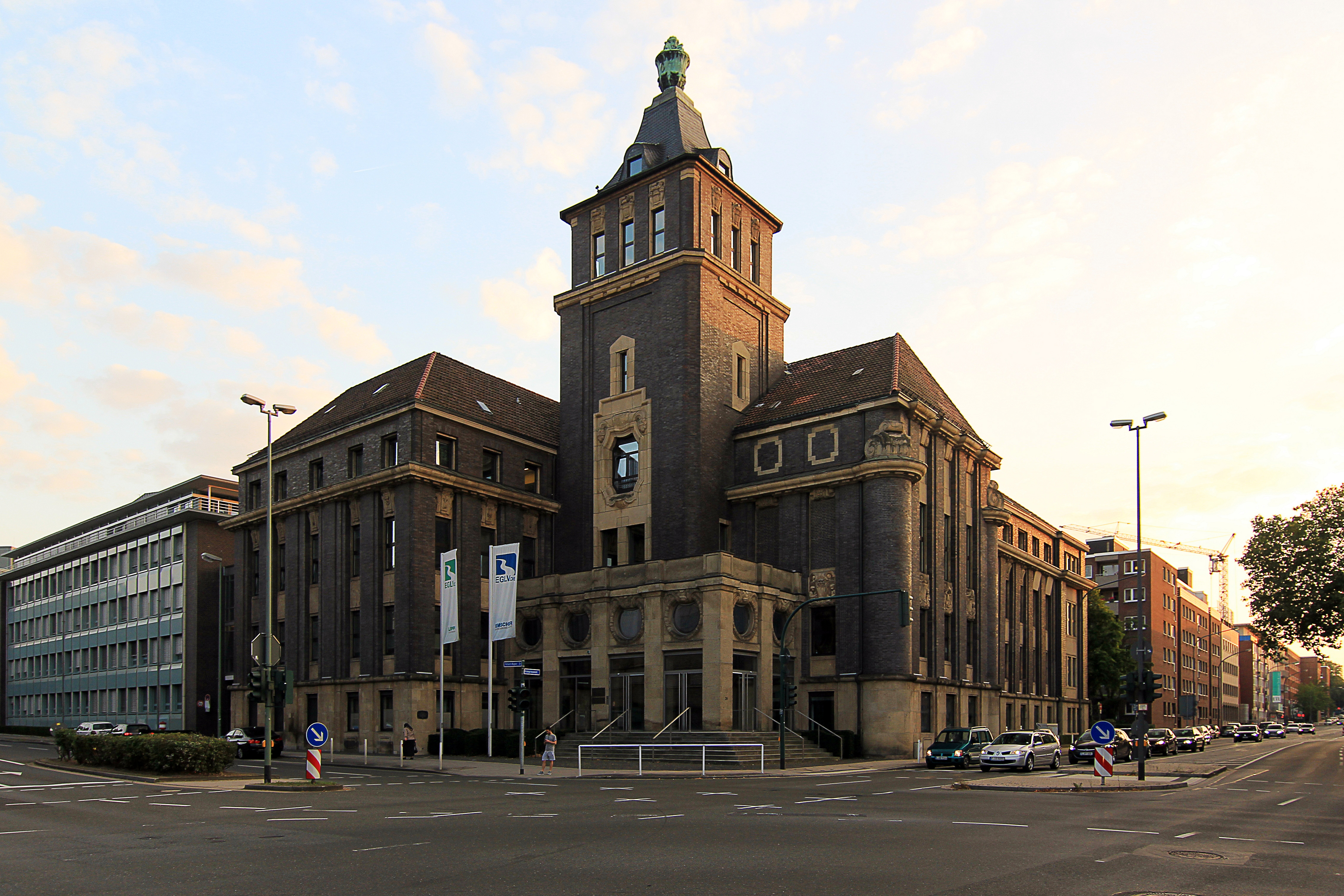
Sitz der Emschergenossenschaft in Essen, errichtet 1909/10 von Wilhelm Kreis in Stil der Reformarchitektur

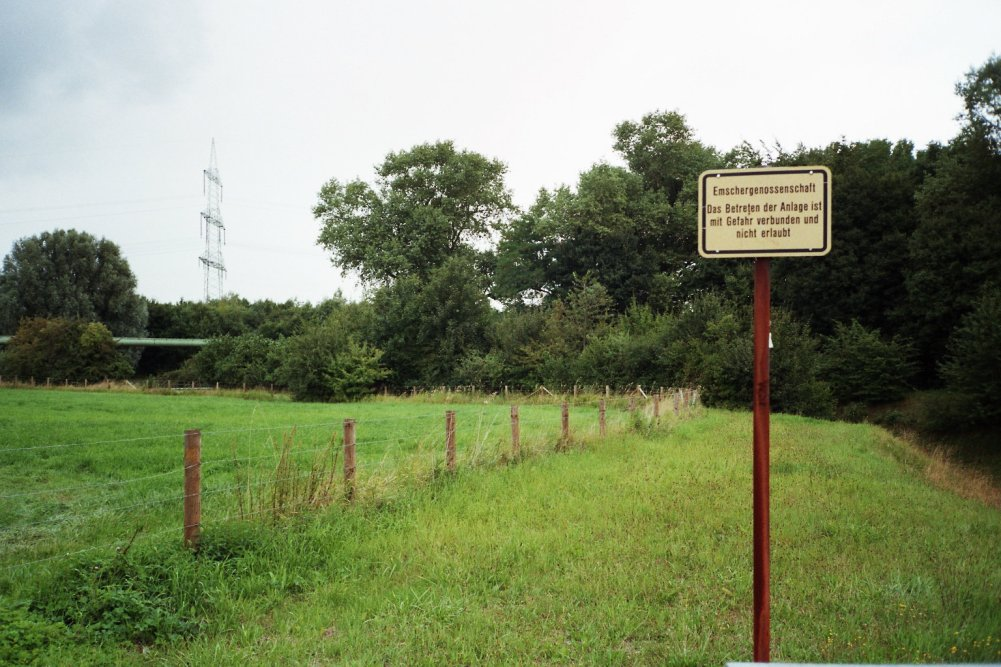
Landschaft mit typischem Warnschild der Emschergenossenschaft

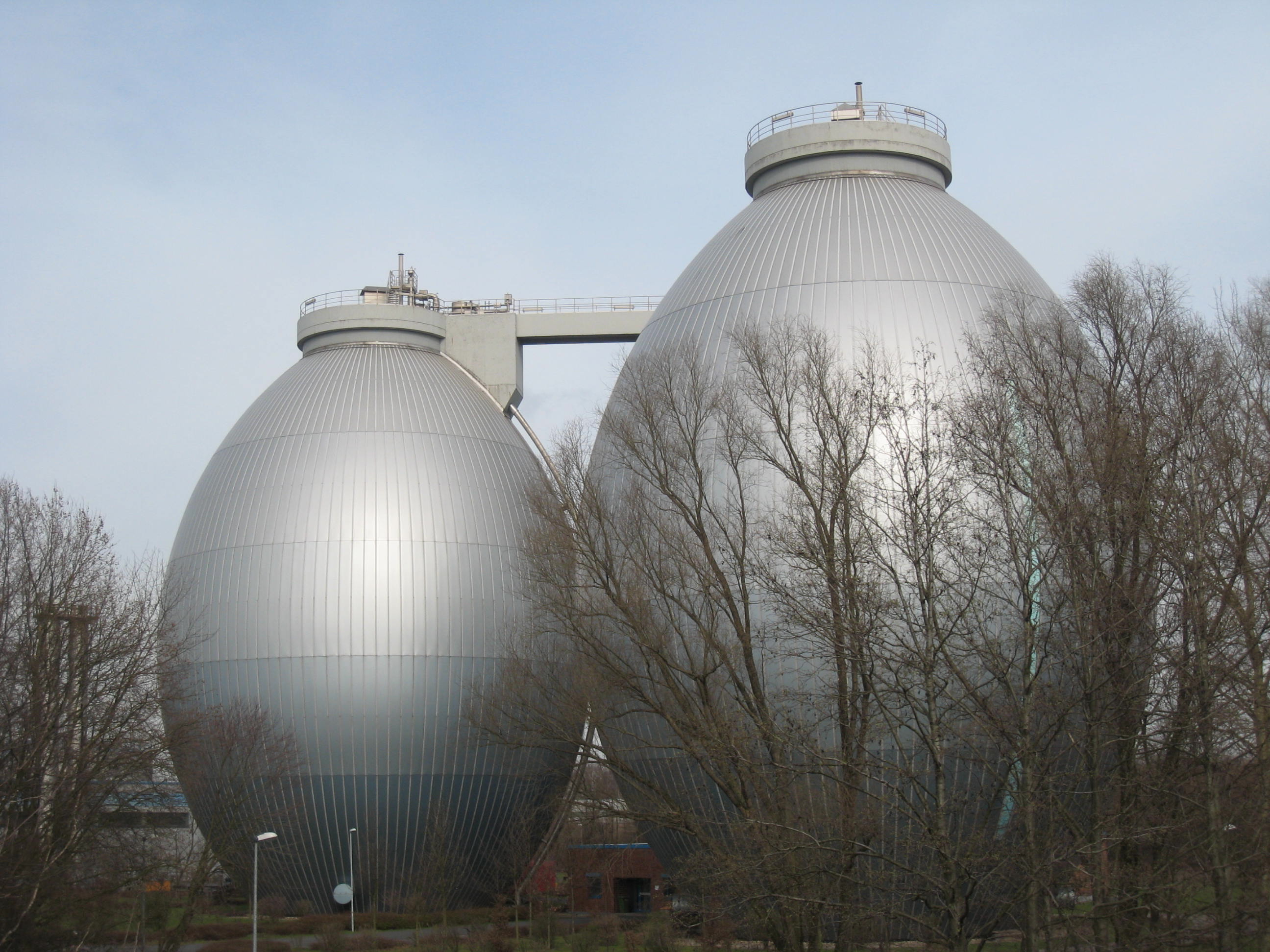
Faultürme des Klärwerks Emschermündung

Die Emschergenossenschaft mit Sitz in Essen ist als sondergesetzlicher Wasserwirtschaftsverband eine Körperschaft des öffentlichen Rechts zur Gewässerunterhaltung, Abwasserableitung und -reinigung, Grundwasserbewirtschaftung und Regulierung von Bergbaufolgen im Emscher-Einzugsgebiet mit rund 2,2 Mio. Einwohnern zwischen Dortmund und Duisburg.

## Aufgaben
Die Aufgaben der Emschergenossenschaft sind im „Emschergenossenschaftsgesetz“ (EmscherGG) vom 14. Juli 1904 (zuletzt geändert 2013) festgelegt:
- Regelung des Wasserabflusses einschließlich Ausgleich der Wasserführung und Sicherung des Hochwasserabflusses der oberirdischen Gewässer oder Gewässerabschnitte und in deren Einzugsgebieten;
- Unterhaltung oberirdischer Gewässer oder Gewässerabschnitte und der mit ihnen in funktionellem Zusammenhang stehenden Anlagen;
- Rückführung ausgebauter oberirdischer Gewässer in einen naturnahen Zustand;
- Regelung des Grundwasserstandes;
- Vermeidung, Minderung, Beseitigung und Ausgleich wasserwirtschaftlicher und damit in Zusammenhang stehender ökologischer, durch Einwirkungen auf den Grundwasserstand, insbesondere durch den Steinkohlenabbau, hervorgerufener oder zu erwartender nachteiliger Veränderungen;
- Abwasserbeseitigung nach Maßgabe des Landeswassergesetzes;
- Entsorgung der bei der Durchführung der genossenschaftlichen Aufgaben anfallenden Abfälle;
- Vermeidung, Minderung, Beseitigung und Ausgleich eingetretener oder zu erwartender, auf Abwassereinleitungen oder sonstige Ursachen zurückzuführender nachteiliger Veränderungen des oberirdischen Wassers;
- Ermittlung der wasserwirtschaftlichen Verhältnisse, soweit es die Aufgaben der Genossenschaft erfordern,
- Beschaffung und Bereitstellung von Wasser zur Trinkwasser- und Betriebswasserversorgung sowie zur Ausnutzung der Wasserkraft.

## Gremien und Vorstand
Die Aufgaben sind im Emschergenossenschafts- und Lippeverbandsgesetz und den Satzungen sowie Geschäftsordnungen geregelt. Organe der Verbände sind die Genossenschafts-/Verbandsversammlung, der Genossenschafts-/Verbandsrat und der Vorstand. Die Verbandsversammlungen sind das höchste Entscheidungsgremium und setzen sich aus Vertretern der Mitglieder (Delegierte) zusammen. Der Emschergenossenschaftsrat und der Lippeverbandsrat werden von der jeweiligen Verbandsversammlung gewählt. Der Genossenschafts- und Verbandsrat wählt den Vorstand und bestellt ein Vorstandsmitglied zur/m Vorsitzenden. 
Aktuell gehören dem Vorstand an: Ulrich Paetzel (Vorsitzender und Vorstandsmitglied Strategie und Finanzen) und Frank Obenaus (Vorstand Wassermanagement und Technik). Die ehemaligen Verbandsspitzen: Wilhelm Middeldorf (1905 bis 1911), Heinrich Helbing (1911 bis 1933), Alexander Ramshorn (1934 bis 1958), Erich Knop (1958 bis 1974) da ließ Wolfgang Türstig mit 62 J den Vortritt Gunther Annen (1974 bis 1991) und Jochen Stemplewski (1992 bis 2016).
Im Jahr 2015 wurde das Widerspruchsverfahren gegen Bescheide öffentlich-rechtlicher Körperschaften wieder eingeführt. Die Widerspruchsausschüsse werden zum Teil von der jeweiligen Verbandsversammlung gewählt, teilweise werden die Mitglieder direkt von der Aufsichtsbehörde berufen. Die Aufsichtsbehörde ist das für die Wasserwirtschaft zuständige Ministerium des Landes Nordrhein-Westfalen, das Ministerium für Umwelt, Landwirtschaft, Natur- und Verbraucherschutz.
Die Delegiertenversammlungen werden alle fünf Jahre neu zusammengesetzt. Die neu gewählten Delegierten bestimmen im Anschluss die Mitglieder des Genossenschaftsrates und des Verbandsrates sowie teilweise die Mitglieder der Widerspruchsausschüsse. Mehrfache Amtszeiten sind für alle Gremienmitglieder zulässig.

## Geschichte
Bis zum Beginn der Industrialisierung des Ruhrgebietes ab der Mitte des 19. Jahrhunderts war die Emscher ein mäandrierender Flachlandfluss von rund 109 km Länge, der an seinen Nebenläufen und im teils verzweigten Hauptstrom zudem durch viele Wehre gestaut war. Diese erzeugten den notwendigen Wasserdruck für den Betrieb der Mühlen und dienten der Fischzucht. Daher war das Land an der Emscher zwar fruchtbar, Siedlungen direkt neben dem Fluss waren aber nicht möglich bzw. liefen ständig Gefahr, überschwemmt zu werden. Die gesamte Emscherzone war zudem für die staatlichen Verwaltungen ein wenig beachteter „Außenbezirk“, da hier die Regierungsbezirksgrenzen lagen (entsprechend der historischen Grenzen zwischen Rheinland und Westfalen) durch Gründungen 1815/1816
- des Regierungsbezirks Münster aus dem Stift Münster und dem Vest Recklinghausen,
- des Regierungsbezirks Arnsberg mit den Territorien Sauerland und Siegerland (die Arnsberg als „katholische Hauptstadt“ erhielten) und
- des Regierungsbezirks Düsseldorf mit den nördlichen Rheinprovinzen

Die kartografische Erfassung der Emscherzone wurde erst von 1822 bis 1835 umgesetzt. Die Emscher besaß auch lange kaum Brücken und Querungsmöglichkeiten; die erste Nord-Süd-Straßenverbindung zwischen den heutigen Großstädten Recklinghausen und Herne wurde z. B. erst 1842 gebaut. Als in den 60er Jahren des 19. Jahrhunderts der Steinkohlebergbau von der Ruhr in nördlicher Richtung bis zur damals kaum besiedelten Emscher wanderte, waren die Probleme schon vorgegeben: Infolge des Bergbaus sanken Flächen oberirdisch ab und Senkungssümpfe bildeten sich (Bergsenkungen). Das Abwasser des Bergbaus und der Hüttenwerke, aber auch der Siedlungen sammelte sich hier und faulte: Die Bevölkerung der Emscherstädte nahm im 19. Jahrhundert rasant zu. 1818 hatten Städte wie Essen und Dortmund noch keine 5.000 Einwohner, 1910 registrierte Essen 294.653 und Dortmund 214.226 Personen. Seit 1883 wurden Entwürfe und Kommissionen diskutiert, wie der Entwässerungsnotstand zu beheben sei. Die aus dem Ruhrtal als Trinkwasser herübergepumpten Wassermengen minderten das Problem nicht, denn auch das Ruhrwasser war hygienisch bedenklich und führte zusammen mit dem Entwässerungsnotstand 1901 zu einer Typhusepidemie in Gelsenkirchen, bei der 350 Menschen starben. Robert Koch gründete folglich hier 1901 das „Hygiene-Institut des Ruhrgebietes“.
Die eigentliche Gründungsversammlung der Emschergenossenschaft fand am 14. Dezember 1899 statt. Die Emschergenossenschaft stand von Anfang an unter Selbstverwaltung, der Staat war nicht unmittelbar beteiligt, sondern hatte nur Einfluss durch die Gesetzgebung und über Baugenehmigungen. Entstehende Kosten wurden anteilig auf die Verursacher von Abwasser oder Baumaßnahmen verteilt, also den Bergbau, Gewerbe und Industrie sowie Städte und Gemeinden (als Vertreter der Bürger). Der vom Regierungsbaumeister Wilhelm Middeldorf ab 1901 aufgestellte Plan „zur Regelung der Vorflut und zur Abwässerreinigung im Emschergebiet“ prognostizierte bereits bergbaubedingte Störungen für die folgenden 50 Jahre mit einer angenommenen Abbautiefe des Steinkohlebergbaus bis in 1.000 m Tiefe. Am 14. Juli 1904 wurde das Emschergenossenschaftsgesetz vom preußischen König Wilhelm II bestätigt und diente später als Vorbild zur Gründung weiterer Wasserwirtschaftsverbände.
Ab 1906 wurde die Emscher von Dortmund bis zum Rhein tiefer gelegt, begradigt und in Deiche gefasst. Da für das natürliche Mündungsgebiet in Duisburg-Hamborn („Alte Emscher“) bereits Bergsenkungen bis zu 10 Metern erwartet wurden, war 1906 ab Oberhausen die Emschermündung nach Duisburg-Walsum verlegt worden („Kleine Emscher“); 1949 wurde die Mündung ein zweites Mal und zwar nach Dinslaken verlegt. Mit Abschluss der Bauarbeiten in diesem Mündungsdelta im Jahr 2018 erfährt die Emscher eine dritte Verlegung bis auf Voerder Stadtgebiet. Der erste Ausbauabschnitt von Herne bis Duisburg wurde 1906 bis 1910 bewältigt, das Teilstück von Herne bis Dortmund wurde 1914 fertig. Gleichzeitig entstanden jeweils Kläranlagen und Pumpwerke.
Ziel des Emscher-Ausbaus war es, wieder ein natürliches Gefälle herzustellen, damit das Wasser in den Rhein abfließen konnte. Dazu wurde die ursprünglich 109 km lange Emscherverlauf von vielen „Schleifen“ befreit oder er wurde teilweise parallel zum alten Flussbett verlegt: Im Raum Herne/Herten etwa liegt die Emscher seit 1914 im Bett ihres früheren Nebenlaufes Fleuthe, denn zeitgleich während des ersten Emscher-Ausbaus wurde über eine Länge von insgesamt 46 km der Rhein-Herne-Kanal gebaut und teilweise in das vormalige Emscher-Flussbett gelegt. Heute ist der Emscherlauf zwischen der Quelle in Holzwickede und dem Mündungsbereich in den Rhein nur noch 81 km lang. Bereits 10 Jahre nach Baubeginn waren 5.000 Hektar Fläche von Überschwemmungen befreit und 2.000 Hektar früheres versumpftes Gelände jetzt trocken und nutzbar. Typhus, Malaria und andere Seuchen waren fast völlig verschwunden. Seit 1906 baute die Emschergenossenschaft zügig das Netz von Kläranlagen aus. 1908 waren bereits rund 220.000 Einwohner an genossenschaftliche Kläranlagen angeschlossen, 3 Jahre später waren es schon über 700.000 Personen und 19 Anlagen (1 Kubikmeter Wasser zu reinigen kostete damals 0,34 Pfennige). Zu Beginn des Ersten Weltkrieges hatte die Emschergenossenschaft bereits Kapazitäten für nahezu 1 Mio. Menschen geschaffen, 1932 waren 2 Mio. Menschen angeschlossen. Die Reinigungskosten lagen hier im Mittel bei etwa 20 % je Einwohner gegenüber dem sonst in deutschen Großstädten Üblichen. Die Bürger stachen sich auf den Klärschlammtrocknungsplätzen den mit Kohlestaub durchmischten „Emscherbrennstoff“ ab, da der Klärschlamm fast einen Heizwert wie Braunkohle hatte. Die zunehmenden Probleme mit dem fehlenden Gefälle der Bäche, was sich durch die bergbaubedingten Geländeabsenkungen immer wieder neu stellte, wurden an vielen Stellen durch Pumpwerke gelöst.

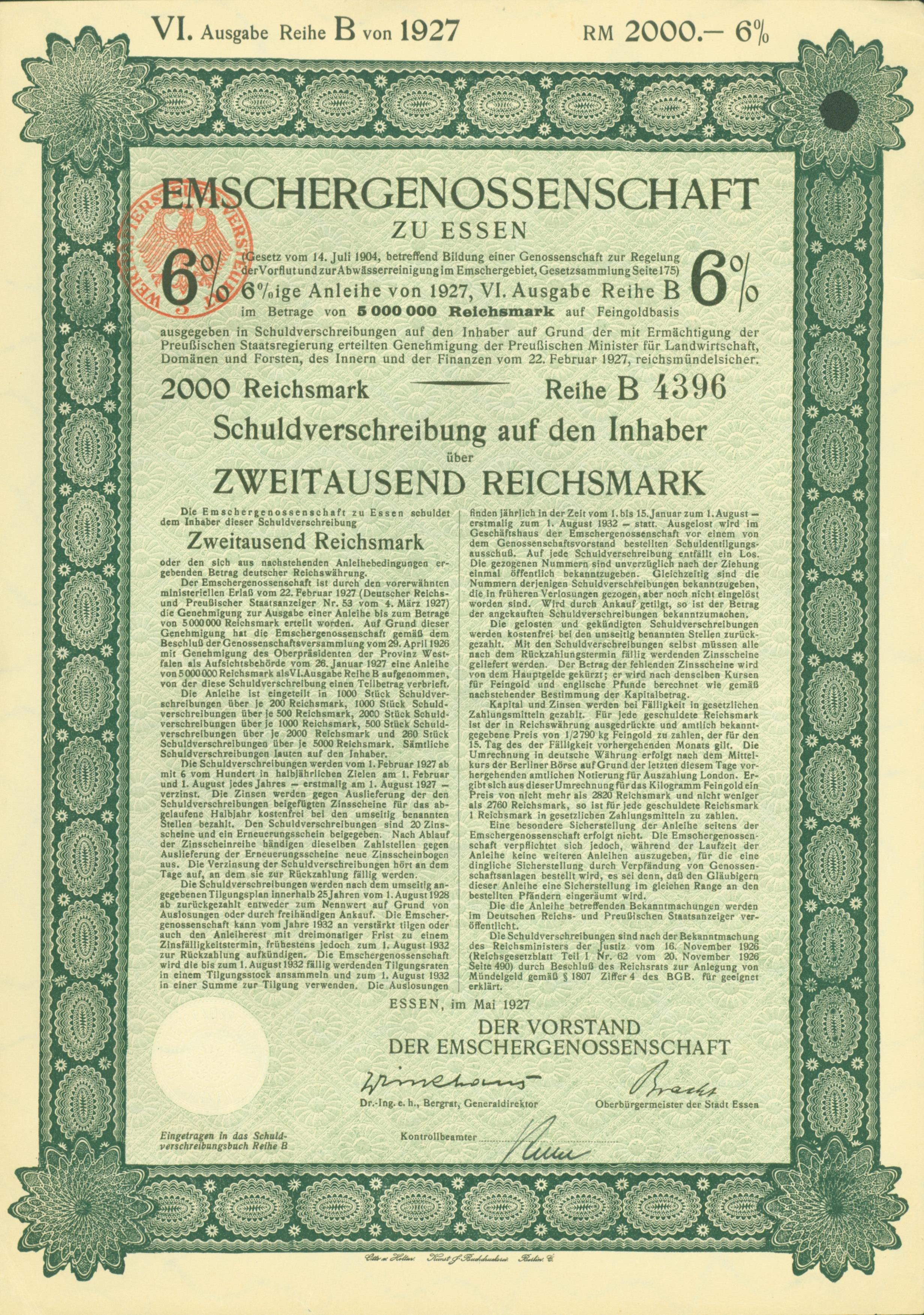
Anleihe über 2000 RM der Emschergenossenschaft vom Mai 1927

Oft wurde es mit der Zeit wirtschaftlich und technisch einfacher, das Abwasser nicht in einem Bergsenkungsgebiet zu einer Kläranlage vor Ort zu pumpen, sondern über die offenen, mit Beton ausgebauten Bäche zu einer zentralen Kläranlage für mehrere Städte zu leiten.
Bis Ende der 1920er Jahre betrieb die Emschergenossenschaft 30 Kläranlagen. Mit dem Bau der Emscherflusskläranlage an der Boyemündung in Bottrop 1927 und der wegen ständiger Bergsenkungen zunehmenden Zahl an Pumpwerken verlagerte sich die Abwasserreinigung auf ein zentral organisiertes Netz. An der 1949 verlegten Emschermündung in Dinslaken entstand in den 70er Jahren Europas größtes und modernstes Klärwerk, an den alten Mündungen der Emscher in Duisburg wurde ab 1965 bzw. 1988 bereits biologisch gereinigt. Mit der Einweihung der neuen Kläranlage Dortmund-Deusen 1994 und Kläranlage Bottrop 1997 wird im Verbund mit dem Klärwerk Emschermündung das gesamte Abwasser des Einzugsgebietes biologisch gereinigt. Hinzu kommen die Nebengewässer Kleine und Alte Emscher, die über eine gemeinsame Kläranlage entsorgt werden, sowie eine Krankenhauskläranlage am Marienhospital Gelsenkirchen. Die Emschergenossenschaft bildet mit dem 1926 gegründeten Lippeverband eine Verwaltungseinheit. Zusammen sind diese beiden Verbände der größte Wasserwirtschaftsverband und Abwasserentsorger Deutschlands.
Durch die Nordwanderung des Steinkohlenbergbaus sind die Bergsenkungen nahezu zum Stillstand gekommen. Daher kann die Emschergenossenschaft das Entwässerungssystem wieder „zurückbauen“, das heißt: Schritt für Schritt werden die ehemaligen Bäche vom Abwasser befreit, das dann in unterirdischen Rohren den Kläranlagen zufließt. Danach können die Bachläufe wieder umgestaltet, „renaturiert“ werden. Das erste Projekt wurde 1982 mit dem Dellwiger Bach in Dortmund begonnen.
Mit der sogenannten Wasserverbandsentscheidung vom 5. Dezember 2002 hat das Bundesverfassungsgericht die der Emschergenossenschaft und anderen Wasserverbänden eigene, spezielle Organisationsform der „Funktionalen Selbstverwaltung“ gestärkt (BVerfG, Beschl. vom 5. Dezember 2002 – 2 BvL 5 und 6/98). In der Begründung hieß es, dass außerhalb der unmittelbaren Staatsverwaltung, in abgegrenzten Bereichen, wie eben der Wasserwirtschaft, für die Erledigung öffentlicher Aufgaben besondere Organisationsformen der gemeindlichen Selbstverwaltung zulässig seien; zumal eine Vereinbarkeit mit dem Demokratiegebot des Grundgesetzes in Artikel 20 (Abs. 2) bestehe.

## Die Emschergenossenschaft in der Gegenwart
Der naturnahe Umbau des Emschersystems ist die Hauptaufgabe der Gegenwart und Zukunft. Mit der Internationalen Bauausstellung Emscherpark (1989–1999) wurde dieses Generationenprojekt eingeleitet. Im geplanten und budgetierten Zeitraum von 1992 bis 2021 wurde für 5,38 Mrd. € das gesamte Emschersystem umgebaut, wobei für den Emscher-Hauptlauf ein „Erstausbau“ angestrebt wurde. Der Abwasserkanal Emscher (AKE) ist Voraussetzung für die von Abwasser befreite Emscher und den naturnahen Umbau der Gewässer. Planung und Bau des Kanals, mit Tiefenlagen bis zu 40 Meter, waren eine ingenieurtechnische Meisterleistung. Der erste Spatenstich für den Abwasserkanal Emscher wurde am 11. September 2009 gesetzt. Der AKE ist 51 Kilometer lang und reicht von Dortmund-Deusen bis Dinslaken. Aufgrund seines Gefälles von 1,5 Promille benötigt er auf dem Weg in Richtung Westen drei Pumpwerke, nämlich Gelsenkirchen, Bottrop und Oberhausen/Duisburg. Die Inbetriebnahme des Gesamtsystems durch die Emschergenossenschaft erfolgte Ende 2021.
Die Folgen des Bergbaus sind unumkehrbar, so dass die Notwendigkeit zu pumpen – also die Siedlungsflächen trocken zu halten – dauerhaft bestehen bleibt. Diese sogenannten Ewigkeitskosten werden von der RAG-Stiftung getragen. Herausforderungen für die Wasserwirtschaft entwickeln sich aus den Anzeichen für Klimaveränderungen sowie gesetzlichen Änderungen auf Landes-, Bundes- und EU-Ebene. Die langfristige Zunahme von lokalen Starkregenereignissen kann statistisch durch die Emschergenossenschaft belegt werden, da seit der Gründung im Einzugsgebiet flächendeckend Niederschlagsdaten erhoben werden. Insofern wird durch Projekte und Kampagnen zu Regenwassermanagement mit der „Zukunftsvereinbarung Regenwasser“. und europäischen Netzwerkprojekten wie „SIC adapt!“ oder dynaklim im Rahmen des Klimzug-Verbundes versucht, Strategien zur Bewältigung von Folgen des Klimawandels zu entwickeln.
Allerdings hat dies nicht verhindern können, dass fast jedes Jahr irgendwo im Einzugsgebiet aus lokalen Starkregenereignissen Überschwemmungen aus der kommunalen Kanalisation oder durch Überschreitung der technisch bemessenen Volumina von Rückhaltebecken resultieren, da es keine absolute Sicherheit geben kann.
Herausforderungen ergeben sich weiterhin aus sogenannten Mikroschadstoffen, die im Abwasser zwar schon länger vorkommen, die aber durch immer weiter verbesserte Analysemethoden zunehmend nachweisbar sind. Hierzu zählen beispielsweise Medikamentenrückstände. Die Emschergenossenschaft betreibt seit 2011 die weltweit einzige Krankenhauskläranlage, die mit verschiedenen Reinigungstechnologien einen Großteil der Medikamentenrückstände aus Abwasser entfernen kann und anschließend in einen Bach ableiten darf.
Die Rechtsform ist – entgegen ihrem Namen – keine Genossenschaft, sondern eine Körperschaft des öffentlichen Rechts.

## Genossenschaftsgebiet und Mitglieder
Das Genossenschaftsgebiet umfasst die oberirdischen Einzugsgebiete der Emscher, der Alten Emscher und der Kleinen Emscher. Mitglieder der Genossenschaft (Genossen) sind:
1. kreisfreie Städte, kreisangehörige Städte und Gemeinden
2. Kreise (soweit sie ganz oder teilweise im Genossenschaftsgebiet liegen)
3. die jeweiligen Eigentümer der ganz oder teilweise im Genossenschaftsgebiet liegenden Bergwerke
4. gewerbliche Unternehmen und die jeweiligen Eigentümer von Grundstücken und Verkehrsanlagen mit relevanter Abwassermenge

Seit ihrer Gründung haben Sesekegenossenschaft bzw. Lippeverband eine Verwaltungsgemeinschaft mit der Emschergenossenschaft in Essen gebildet. Diese Kooperation bot sich an, weil viele Städte im nördlichen Ruhrgebiet in beiden Flusseinzugsgebieten liegen, sowohl Lippe als auch Emscher. Die öffentlich-rechtliche Organisationsform hat zum Ziel, alle „Wassernutzer“ gleichermaßen an den kostenwirksamen Maßnahmen zu beteiligen. Bei der Kalkulation werden für jeden Wassernutzer die Schmutzfrachten des Abwassers zugrunde gelegt und bei darüber hinausgehenden Dienstleistungen „Sonderinteressen“ veranlagt.

## Kennzahlen (Stand 30. Juni 2022)
- Mitglieder der Emschergenossenschaft: 194
- Einzugsgebietsgröße: 865 km²
- Einwohner: ca. 2,28 Mio.
- Wasserläufe: 353 km
- Abwasserkanäle: 422 km
- Deiche 116,92 km (davon Rhein 4,2 km und Emscher 60,47 km)
- Kläranlagen: 5 (Gesamtkapazität 4,8 Mio. Einwohnergleichwerte)
- Pumpwerke: 212 (164 Entwässerungspumpwerke, 48 Abwasserpumpwerke)
- Anteil der durch Pumpwerke entwässerten Flächen am Genossenschaftsgebiet: 37,8 %
- Hochwasserrückhaltebecken: 23
- Regenrückhaltebecken: 37[17]